# 御敷仁
御敷 仁（おしき ひとし）は日本のイラストレーター。三重県出身。主に男性向けアダルトゲーム（美少女ゲーム）の原画、キャラクターデザインを担当する。ペンネームのうち「御敷」は好きな漢字を組み合わせたもので、「仁」は本名から取ったものである。
地元の工業高校の電子科を卒業後、東京の企業に3年間勤務し退職後、同人ゲームでの活動を経てクロシェット（クロシェットlumie）の『スズノネセブン!』で商業デビューした。

## 担当作品
同人ゲーム
- わすれもの（柚ソフト、2007年8月17日）
- ふぁみりあ -Fami:Liar?-（夢見奏、2008年5月21日）

商業ゲーム
- スズノネセブン!（クロシェットlumie、2009年1月30日）[2]
  - スズノネセブン! -Sweet Lovers' Concerto-（クロシェットlumie、2009年11月27日、ファンディスク）
  - スズノネセブン! 〜Rebirth knot〜（アルケミスト、2010年5月27日、PlayStation 2版）
- カミカゼ☆エクスプローラー!（クロシェット、2011年5月27日）
- サキガケ⇒ジェネレーション!（クロシェット、2014年5月30日）
- ココロネ=ペンデュラム!（クロシェット、2019年5月31日）